# Project Alpha
Met Project Alpha toonde James Randi de manco's en kwetsbaarheden van universitaire paranormale onderzoeksprojecten aan. 
Twee mannen, Steve Shaw en Michael Edwards, deden zich voor als paranormaal begaafd en namen zo deel aan een project van de Washington University in St. Louis (Missouri), waarin paranormale vaardigheden werden onderzocht. Shaw en Edwards wisten de onderzoekers te overtuigen van hun, niet-bestaande, paranormale krachten. Later maakten de mannen hun bedrog bekend, om aan te tonen dat dergelijke onderzoeken feilbaar waren.

## Peter Philips' experiment
In 1979 gaf James S. McDonnell, voorzitter van het bestuur van McDonnell Douglas en gelover in het paranormale, 500.000 dollar aan Washington University om daarmee het McDonnell Laboratory for Psychical Research op te zetten. De bedoeling was om een serieus onderzoek op te zetten naar parapsychologie op een verantwoorde locatie. De natuurkundige Peter Phillips leidde het onderzoek. Hij richtte zich aanvankelijk met name op het vermeende psychokinetische 'lepelbuigen' door kinderen.
Voor het onderzoek begon, stuurde James Randi een lijstje naar het laboratorium met elf waarschuwingen voor zaken waar de onderzoekers op moesten letten, plus suggesties hoe die te vermijden. Een daarvan was het strikt aanhouden van het testprotocol en om onderzoekspersonen niet toe te staan het protocol te veranderen tijdens een experiment. Dat was iets wat bijvoorbeeld Uri Geller deed toen het Stanford Research Institute zijn vermeende gaven onderzocht; wanneer iets niet scheen te lukken, deed hij gewoon iets anders. Vervolgens noteerden de onderzoekers een geslaagde test, terwijl het oorspronkelijke doel niet behaald was.
Randi stelde ook voor om maar één voorwerp tegelijk in de kamer te hebben, voortdurend de gebruikte voorwerpen in de gaten te houden en deze permanent te markeren (zodat ze niet verwisseld werden) en met zo min mogelijk mensen tegelijk in de ruimte te zijn, om afleidingen te voorkomen. Randi stelde voor zelf daarop te komen letten, want een bedreven goochelaar zou uiterst geschikt moeten zijn om dergelijk bedrog op te merken. De onderzoekers gingen niet op zijn voorstel in. Randi vertelde hun overigens in zijn brief dat hun proefpersonen oplichters waren, maar dat is het laboratorium niet nagegaan.
In de beginperiode van het project meldden zich veel mensen aan die beweerden paranormale gaven te hebben. De grote meerderheid viel al snel af omdat ze óf niets konden laten zien óf betrapt werden op vingervlugheid (sleight of hand). Veel ervan waren er niettemin van overtuigd dat ze toch écht wat konden. Na een tijdje werd duidelijk dat twee mannen, Steve Shaw en Michael Edwards, veel betere resultaten toonden, en het onderzoek richtte zich op hen. In feite waren Shaw en Edwards vrienden van Randi, die hij opdeed in de goochelwereld, en door hem in het project geplant. Hun instructies waren wel om áls ze gevraagd werd of ze trucs toepasten, dit toe te geven. Het werd ze echter nooit gevraagd.

## Shaw & Edwards

### Lepels
Shaw en Edwards waren amateur-goochelaars die geen moeite bleken te hebben om de onderzoekers voor de gek te houden met tamelijk eenvoudige trucs. De eerste test was het 'lepelbuigen', waar de twee al snel een methode voor vonden. In tegenstelling tot wat Randi aangeraden had, lag de tafel vol verschillende soorten en maten lepels, met papieren etiketten aan een touwtje eraan. Wanneer Shaw en Edwards hun 'gave' demonstreerden, pakten ze meerdere lepels en haalden de labels eraf. Dat werd toegestaan, omdat ze beweerden dat die hun krachten verstoorden. Wanneer de labels teruggeplaatst werden, verwisselden ze er ongezien een paar. Omdat het om verschillende maten lepels ging, leken de afmetingen bij het meten nadien anders dan die vooraf, waardoor het leek of er iets bovennatuurlijks gebeurd was. Bij andere tests pakten Shaw en Edwards een lepel, terwijl ze ongezien een tweede in hun schoot lieten vallen. Terwijl ze de onderzoekers afleidden met de lepel boven tafel, bogen ze die op schoot met hun andere hand.
De studio was zo ingericht dat Shaw en Edwards zichzelf konden zien op de beeldschermen. Daardoor kregen ze door dat één cameraman erg goed oplette om eventuele vingervlugheid te betrappen. 'Toevallig' kozen ze hem daarop als benodigde vrijwilliger, waarna hij achter de camera vervangen werd door iemand die makkelijker te beïnvloeden bleek met suggestie. Weer een overtreding van Randi's adviezen.

### Enveloppen
Na deze 'successen' bedachten de onderzoekers andere tests. Bijvoorbeeld eentje met gesloten enveloppen met fotos erin. Shaw en Edwards kregen later een lijst waarop ze de goede afbeeldingen moesten aanwijzen. De twee bleven eerst alleen achter met de dichtgeniete enveloppen, waarvan de nietjes later gecontroleerd werden. Shaw en Edwards priegelden de nietjes niettemin open, bekeken de foto en duwden vervolgens de nietjes weer dicht door ze op de tafel plat te drukken.

### Springende stoppen
In een andere test werd gekeken of ze de maximale stroomsterkte in een stop konden beïnvloeden. Nadat ze de stoppen hadden 'bewerkt' met 'mentale kracht' werd er stroom doorgeleid tot die sprongen. Hoe langer het onderzoek duurde, des te sneller ze de stoppen leken te kunnen laten springen. In werkelijkheid verstopten ze eerder gesprongen stoppen in hun hand, die ze vervolgens aan de onderzoekers overhandigden. Ze merkten ook dat ze uitslagen konden beïnvloeden door aan één kant druk op de stoppen uit te oefenen of die vlug even aan te raken. De onderzoekers legden de daardoor onverwachte testresultaten uit als paranormale effecten.

### Psychokinese
Bij één onderzoek moesten Shaw en Edwards kleine objecten in een doorzichtig, afgesloten kistje zien te laten bewegen (psychokinese). Bijvoorbeeld stukjes papier die op een randje lagen. De twee kregen echter door dat het kistje niet helemaal luchtdicht was en bliezen ongezien door de luchtgaatjes.

### Verdere trucs
In weer andere experimenten wisten ze digitale klokken te laten stoppen (ze deden deze snel een paar seconden in een magnetron) en konden ze beelden laten verschijnen op een camera (ze spuugden op de lens). De verschenen vormen werden als in een rorschachtest door de onderzoekers gezien als verschillende onderdelen van de vrouwelijke anatomie. Het was immers logisch dat jonge mannen als Shaw en Edwards daarin geïnteresseerd waren.
Bij één onderzoek probeerde Shaw de onderzoekers zover te krijgen om hem te verbieden iets aan te raken wat hij moest zien te buigen bij dat experiment. Hij hád het ongezien al verbogen en het effect van zijn truc zou groter zijn als hij het ze nog wist te laten verbieden. Tot zijn verbazing was het antwoord op zijn vraag of hij dingen aan mocht raken: "You do what you have to do" (Doe wat je moet doen).
De onderzoekers verklaarden deze schijnbaar onvergeeflijke missers door een onderscheid te maken tussen de eerste "verkennende" fase van het onderzoek, en de tweede, meer "formele" fase. In de eerste fase was het hoofddoel het vaststellen of een proefpersoon mogelijk gaven bezat die verder onderzoek rechtvaardigden, en het scheppen van een ontspannen sfeer, die de paranormale gaven niet zou "remmen". In de tweede fase, waarin de protocollen strikter waren, konden Edwards en Shaw de eerder waargenomen effecten niet meer herhalen.

## Na de experimenten

### Randi neemt opnieuw contact op
Halverwege 1981 waren de twee redelijk beroemd geworden in het paranormale circuit en zelfs daarbuiten. Peter Phillips wilde een compleet rapport publiceren over hun krachten op een bijeenkomst van de Parapsychological Association in augustus. Nadat Phillips dit aankondigde in de pers, schreef James Randi weer naar het lab. Hij schreef dat het heel goed mogelijk was dat Steve Shaw en Michael Edwards goochelaars waren, die met vingervlugheid de onderzoekers om de tuin hadden geleid. Phillips nodigde Randi daarop uit om samen eens wat experimenten te ontwerpen. Laatstgenoemde reageerde door een videoband op te sturen waarop hij lepels en sleutels boog op exact dezelfde manier als Shaw en Edwards dat hadden gedaan. Phillips stemde ermee in die video ook te laten zien op de paranormale bijeenkomst.
Randi begon vervolgens te lekken dat híj Shaw en Edwards in het experiment geplant had. Toen het lab dat hoorde, dachten ze dat dat een grap was. Maar toen de paranormale beurs een maand later plaatsvond, was het gerucht als een lopend vuurtje rondgegaan. Sommige dachten dat Randi loog, anderen dat hij inderdaad een hoax uitgevoerd had. Weer anderen concludeerden dat Randi en Phillips samen het hele experiment verzonnen hadden om het paranormale circuit onderuit te halen.
Toen Phillips terugkwam van de bijeenkomst veranderde hij meteen de protocollen van de tests. Ineens slaagden Shaw en Edwards er veel moeilijker in om sommige tests te volbrengen. Sommigen haalden ze helemaal niet. Het lab begon dan toch vermoedens te krijgen en begon rapporten te verspreiden waarin de resultaten een stuk minder hoogdravend waren. Maar Shaw en Edwards waren inmiddels zo bekend, dat ze overal en nergens werden uitgenodigd om hun gaven te laten zien. Verschillende onderzoekers naar het paranormale interviewden de twee en schreven lovende kritieken, waarmee ook zij zichzelf achteraf beschadigden.

### De onthulling
Randi besloot uiteindelijk het hele bedrog in de openbaarheid te gooien in een artikel in het tijdschrift Discover. Als gevolg daarvan stortte een flink deel van het parapsychologische circuit totaal in. Degenen die achter Shaw en Edwards waren gaan staan na de bijeenkomst in augustus, werden nu mee de afgrond ingesleurd. Een probeerde zich nog te redden door te beweren dat Shaw en Edwards wél paranormaal begaafd waren en dat ze daar nú over logen. De negatieve pers was echter zo grootschalig dat zelfs het McDonnell Laboratory for Psychical Research moest sluiten.
De Skeptical Inquirer (uitgegeven door het Committee for Scientific Investigation of Claims of the Paranormal, CSICOP) schreef al in de herfst van 1980 dat Steve Shaw niet werkelijk paranormaal begaafd was. De auteurs, McBurney and Greenberg, en de eindredacteur (Kendrick Frazier) wisten op dat moment niet dat Shaw in Project Alpha zat. Ook begonnen er geruchten rond te gaan dat Shaw en Edwards geen echte paranormaal begaafden waren, maar de parapsychologie-onderzoekers geloofden deze geruchten niet.
Paranormaal onderzoekers hadden jarenlang geklaagd dat ze niet genoeg budget hadden voor onderzoek. Randi heeft dat altijd verworpen en beweerde dat het aan de onderzoekers lag. Nu vond Randi, met de $500.000 die McDonnell erin gestoken had, dat een gebrek aan budget niet meer als excuus telde voor een gebrek aan bewijs. Randi's doel met het planten van Shaw en Edwards was om aan te tonen dat er ook met een hoop geld geen betrouwbaar bewijs geproduceerd kon worden voor de paranormale claims.